# César de la Peña
César de la Peña (Monterrey, Nuevo León, México, 22 de junio de 1991) es un futbolista profesional mexicano que actualmente juega en la esperanza en la liga de la plazuela

## Trayectoria
Hizo su debut en el primer equipo el 7 de octubre de 2011 entrando como suplente al minuto 82 por Sergio Pérez, en un partido contra  Estudiantes Tecos donde consiguieron la victoria con un marcador 3-2 a favor del Monterrey. Aparte jugó algunos partidos en la Liga de Campeones de la Concacaf 2011-12.
En junio del 2013 es fichado por el Chiapas FC en el draft de la Liga MX Apertura 2013, de ahí pasa a jugar con los equipos de Atlético San Luis, Oaxaca, Correcaminos de la UAT y Celaya en la Liga de Ascenso de México, Veracruz en la Liga MX y Belén FC de Costa Rica.

## Estilo de juego
De entre los jóvenes que recibieron la oportunidad para mostrarse con el primer equipo, destacó de la Peña, mediocampista que recibió la confianza de debutar en el Apertura 2011 y que supo aprovechar las oportunidades que se le han presentado, dando seguridad en la media de contención y brindando salida en los desdobles del equipo al frente. Posee visión de campo, toque fino y centros precisos, incluso fue colocado como el sucesor natural de Luis Ernesto Pérez.

Es conocido por su control y dominio del balón, que causa la admiración de sus compañeros de equipo durante los juegos. Con un dominio técnico sobresaliente, su capacidad de orientarse en relación con la pelota, de desplegar el juego ofensivo y la habilidad de sus pases con toques rápidos y exactos lo diferencian de otros jugadores. Estas cualidades le llevaron a formar parte del plantel y ser parte importante del equipo.

## Clubes
- 2011-2013  Monterrey
- 2013-2014  Chiapas
- 2014-2015  Atlético San Luis
- 2015  Veracruz
- 2016  Oaxaca
- 2016  Monterrey
- 2017  Belén FC
- 2017-2019  Correcaminos de la UAT
- 2020  Celaya

## Palmarés
- Liga de Campeones de la Concacaf: 2011-12, 2012-13